# Ophiophragmus marginatus
Ophiophragmus marginatus is een slangster uit de familie Amphiuridae.
De wetenschappelijke naam van de soort werd als Amphiura marginata in 1856 gepubliceerd door Christian Frederik Lütken.